# Anpara
Anpara è una suddivisione dell'India, classificata come census town, di 22.385 abitanti, situata nel distretto di Sonbhadra, nello stato federato dell'Uttar Pradesh. In base al numero di abitanti la città rientra nella classe III (da 20.000 a 49.999 persone).

## Geografia fisica
La città è situata a 24° 13' 04 N e 82° 45' 57 E.

## Società

### Evoluzione demografica
Al censimento del 2001 la popolazione di Anpara assommava a 22.385 persone, delle quali 12.369 maschi e 10.016 femmine. I bambini di età inferiore o uguale ai sei anni assommavano a 3.158, dei quali 1.684 maschi e 1.474 femmine. Infine, coloro che erano in grado di saper almeno leggere e scrivere erano 15.806, dei quali 9.505 maschi e 6.301 femmine.